# Tập đoàn quân 32 (Liên Xô)
Tập đoàn quân 32 là một đơn vị quân sự chiến lược cấp tập đoàn quân của Hồng quân Liên Xô, được thành lập hai lần trong thời gian Chiến tranh thế giới thứ hai. Sau chiến tranh,Tập đoàn quân bị giải tán và sau đó được cải tổ vào năm 1969 để bảo vệ biên giới Xô-Trung.

## Thành lập lần đầu tiên
Tập đoàn quân được thành lập vào ngày 16 tháng 7 năm 1941 tại Quân khu Moscow gần các thành phố Naro-Fominsk, Kubinka và khu định cư Dorokhovo. Đơn vị hình thành với bốn sư đoàn của Dân quân Matxcova, bao gồm các sư đoàn Dân quân Mátxcơva 2, 7, 8, 13. Ngoài ra, vào ngày 20 tháng 7 năm 1941, Sư đoàn Dân quân Nhân dân Matxcova 18 được biên chế cho Tập đoàn quân tại các vị trí phía tây Matxcơva. Quân số của sư đoàn 18 là 10.000 người.
Vào ngày 18 tháng 7, Tập đoàn quân được hợp nhất vào tuyến phòng thủ của Moscow và chiếm giữ các vị trí phòng thủ trong khu vực lân cận Karacharovo. Vào ngày 30 tháng 7, Tập đoàn quân được giao cho Phương diện quân Dự bị. Vào ngày 01 tháng 10, Tập đoàn quân đội bao gồm các Sư đoàn súng trường 2, 8, 29 và 140. Đơn vị cũng bao gồm Trung đoàn Pháo binh Quân đoàn 685, Trung đoàn Pháo Phòng không 533, Trung đoàn Pháo Phòng không 877, Tiểu đoàn Pháo binh Hải quân 200 và Tiểu đoàn Pháo phòng không 36.
Vào ngày 3 tháng 10, Tập đoàn quân đã tham gia tích cực vào trận chiến phòng thủ chống lại các lực lượng Đức đang tiến vào Vyazma như một phần của cánh phía bắc của Chiến dịch Typhoon. Vào ngày 5 tháng 10, Tập đoàn quân được điều động vào Phương diện quân Tây và hai ngày sau đó cùng với các Tập đoàn quân 16, 19, 20 và 24 bị các Tập đoàn quân 4, 9, Tập đoàn thiết giáp 3,4 của Đức bao vây. Tập đoàn quân 32 bị giải tán vào ngày 12 tháng 10 năm 1941. Các đơn vị trực thuộc thoát ra khỏi vòng vây và được chỉ định vào tập đoàn quân 16 và 19.

## Thành lập lần thứ hai
STAVKA ra lệnh cải tổ Tập đoàn quân vào ngày 2 tháng 3 năm 1942. Việc cải tổ hoàn thành vào ngày 10 tháng 3 năm 1942. Tập đoàn quân đội được thành lập từ các Nhóm Tác chiến Medvezhegorshaya và Maselskaya của Phương diện quân Karelian. Vào ngày 1 tháng 4 năm 1942, bao gồm:
Sư đoàn súng trường 37
Sư đoàn súng trường 71
Sư đoàn súng trường 186
Sư đoàn súng trường 263
Sư đoàn súng trường 289
Sư đoàn súng trường 313
Lữ đoàn súng trường hải quân 61
Lữ đoàn súng trường hải quân 65
Lữ đoàn súng trường hải quân 66
Lữ đoàn trượt tuyết 1
Lữ đoàn trượt tuyết 2
Tiểu đoàn trượt tuyết 196
Tiểu đoàn trượt tuyết 197
Tiểu đoàn trượt tuyết 198
Tiểu đoàn súng cối 17
Tiểu đoàn pháo phòng không 208
Tiểu đoàn Xe trượt tuyết Aerosleigh 6
Tiểu đoàn Xe trượt tuyết Aerosleigh 9
Tiểu đoàn Xe trượt tuyết Aerosleigh 36
Đại đội biệt kích 227
Tiểu đoàn công binh 261
Tiểu đoàn đặc công 1211
Tiểu đoàn đặc công 1212
Cho đến cuối tháng 5 năm 1944, Tập đoàn quân 32 bảo vệ biên giới tại Quận Medvezhyegorsky và từ ngày 21 tháng 7 đến ngày 9 tháng 8, Tập đoàn quân đã tham gia Cuộc tấn công Svir-Petrozavodsk, khi một phần đơn vị tiến đến biên giới, kết thúc ở vùng lân cận Longonvara. Khi Phần Lan bị loại khỏi cuộc chiến vào ngày 19 tháng 9 năm 1944, Tập đoàn quân được điều động để bảo vệ biên giới Phần Lan. Trong cuộc tấn công, Tập đoàn quân bao gồm:
Sư đoàn súng trường 289
Sư đoàn súng trường 313
Sư đoàn súng trường 376
Lữ đoàn súng trường hải quân 65
Lữ đoàn súng trường Hải quân 80
Lữ đoàn trượt tuyết 33
Trung đoàn pháo binh 1237
Trung đoàn súng cối 173
Trung đoàn súng cối 280
Trung đoàn súng cối 298
Trung đoàn súng cối cận vệ 63 (trừ tiểu đoàn 297)
Trung đoàn pháo phòng không 275
Tiểu đoàn pháo phòng không 208
Tiểu đoàn pháo phòng không 446
Tiểu đoàn xe tăng 376 (trừ đại đội xe tăng KV)
Tiểu đoàn xe trượt tuyết Aerosleigh 21
Tiểu đoàn xe trượt tuyết Aerosleigh 22
Tiểu đoàn  xe trượt tuyết Aerosleigh 26
Tiểu đoàn công binh 261
Biên chế ngày 1 tháng 11 năm 1944:
Quân đoàn súng trường 135
Sư đoàn súng trường 176
Sư đoàn súng trường 289
Sư đoàn súng trường 313
Trung đoàn súng cối 621
Trung đoàn súng cối cận vệ 63
Trung đoàn pháo phòng không 275
Tiểu đoàn pháo phòng không 32
Tiểu đoàn pháo phòng không 446
Lữ đoàn xe tăng 29
Trung đoàn xe tăng biệt động 90
Tiểu đoàn công binh 261
Tiểu đoàn súng phun lửa 6
Đại đội súng phun lửa 194
Đại đội súng phun lửa 196  Ngày 15 tháng 11 năm 1944, Tập đoàn quân 32 được đưa vào Lực lượng Dự bị của Bộ Chỉ huy Tối cao (Lực lượng dự bị Stavka) và vào ngày 21 tháng 4 năm 1945, trực thuộc Stavka.  Vào ngày 1 tháng 5 năm 1945, Tập đoàn quân bao gồm:
Lữ đoàn pháo binh 203
Trung đoàn súng cối 621
Trung đoàn pháo phòng không 275
Đại đội súng phun lửa 194
Đại đội súng phun lửa 196  Tập đoàn quân bị giải tán vào tháng 8 năm 1945.

## Thành lập lần thứ ba
Tập đoàn quân  được cải tổ với bộ chỉ huy của Quân đoàn 1 vào năm 1969 khi Quân khu Trung Á được tái lập để bảo vệ biên giới Xô-Trung.
Thành phần:
Sư đoàn súng trường cơ giới 71 - Được thành lập vào năm 1984 tại Semipalatinsk. Sư đoàn Súng trường Cơ giới 71 trở thành Cơ sở lưu trữ vũ khí và trang bị (VKhVT) (Semipalatinsk) số 5202 vào năm 1989. Cơ sở lưu trữ vũ khí và trang bị số 5202 trở thành một phần của Lực lượng vũ trang Cộng hòa Kazakhstan sau khi Liên Xô tan rã trong giai đoạn 1991-92.
Sư đoàn súng trường cơ giới 155 (Ust-Kamengorsk)
Sư đoàn súng trường cơ giới 203 (Karaganda)
Sư đoàn xe tăng 78 (Ayaguz). Vào tháng 3 năm 1988 Tập đoàn quân 32 trở thành Quân đoàn 1, và sau đó vào năm 1991 (tháng 6 năm 1991) Tập đoàn quân 40 được cải tổ tại Semipalatinsk.  Tập đoàn quân được đổi tên lại vào ngày 4 tháng 6 năm 1991 với tên gọi Tập đoàn quân 40

## Danh sách chỉ huy
- Trung tướng Nikolai Klykov (tháng 7 - tháng 8 năm 1941)[10]
- Thiếu tướng Ivan Fedyuninsky (Tháng 8-9 năm 1941)
- Thiếu tướng Sergei V. Vishnevskii (tháng 9 năm 1941 - tháng 10 năm 1941)[11]
- Thiếu tướng Sergei Trofimenko (tháng 3 - tháng 6 năm 1942)
- Trung tướng Filipp Danilovich Gorelenko (tháng 6 năm 1942 - năm 1944)[12]